# Marinduque
Marinduque (tagaloški:  Lalawigan ng Marinduque) je otok i provincija u Filipinima u regiji MIMAROPA.

## Zemljopis
Marinduque je srcoliki otok između zaljeva Tayabas na sjeveru i Sibuyanskog mora na jugu. Odvojen je od Bondoc poluotoka u Quezon regiji Mompong zaljevom. Neki od manjih otoka na sjeveroistoku su Polo, Maniwaya i Mompong. Najviši vrh na Marinduqueu je Mt. Malindig (nekada zvan Mt. Marlanga), potencijalno aktivni vulkan s nadmorskom visinom od 1157 metara .
Otok ima dvije glavne sezonske klime, suhu od studenog do veljače i kišnu od lipnja do listopada s prijelaznim razdobljem između.

## Podjela
Marinduque je podjeljen na šest općina i 218 barangaya.
Općine:
- Boac
- Buenavista
- Gasan
- Mogpog
- Santa Cruz
- Torrijos

## Stanovništvo
Prema popisu stanovništva iz 2010. godine na otoku živi 227.828 stanovnika, što je za oko tri tisuće manje nego prije tri godine. U dvadeset godina broj stanovnika se povećao za oko 42.000.

## Vanjske poveznice
- Provincijska Vlada
- Filipinski Zavod za Statistiku  Arhivirana inačica izvorne stranice od 12. veljače 2012. (Wayback Machine)